# Сигнал ядерной локализации
Сигна́л я́дерной локализа́ции (англ. nuclear localization signal, NLS) — участок молекулы белка, необходимый и достаточный для его локализации в ядре клетки. Сигнал ядерной локализации — это место узнавания белка транспортными факторами — кариоферинами (транспортинами), которые осуществляют его перенос в ядро.
Сигналы ядерной локализации могут быть линейными и конформационными. Линейные сигналы представляют собой непрерывные аминокислотные последовательности; они могут быть описаны консенсусной последовательностью. Для связывания с кариоферинами линейные NLS, как правило, должны находиться в развёрнутом состоянии, вне третичной структуры. Конформационные NLS — это места связывания кариоферинов, которые формируются на поверхности белковых доменов.

## Общие сведения
Сигналы ядерной локализации необходимы для переноса крупных белков из цитозоля в ядро. Сигналы были точно определены посредством методов рекомбинантных ДНК для разнообразных белков, которые хотя бы временно должны присутствовать в ядре. Для отдельных ядерных белков состав последовательности может быть разным. NLS могут располагаться почти в любом месте аминокислотной последовательности белка, и, как предполагают, они образуют особые петли и сайты на поверхности белка. 
Транспорт белка в ядро начинается, когда транспортные комплексы связываются с цитоплазматическими фибриллами ядерных поровых комплексов. Предполагают, что неструктурированные области белков ядерных пор, которые представляют собой барьер для диффузии крупных молекул, отодвигаются. В отличие от транспорта белков в другие органеллы, транспорт в ядро происходит с участием водных пор, а не белкового переносчика, поэтому в ядро белки могут быть доставлены в собранном состоянии, как и рибосомные субъединицы. Однако при переносе крупных белков через ядерные поры, похоже, структура переносимых белков всё-таки меняется.

## Классы сигналов ядерной локализации
На 2015 год известно 11 кариоферинов человека, которые участвуют в переносе белков в ядро клетки через ядерные поры (ядерный импорт). Такие белки также называют импортинами. Предполагают, что каждый из импортинов распознаёт сигналы ядерной локализации определённого класса. Однако лишь несколько классов были в достаточной мере биохимически и структурно охарактеризованы.

### Классический сигнал ядерной локализации
Классический, или основной, сигнал ядерной локализации (cNLS) — это первый из когда-либо описанных сигналов, открытый в 1980-х годах. Он представляет собой линейный сигнал, состоящий из одного или двух кластеров положительно заряженных аминокислотных остатков: K-K/R-X-K/R или K/R-K/R-X10—12(K/R)3/5, где X — любая аминокислота. Подобные сигналы обнаружены в большом количестве белков, например в большом Т-антигене вируса SV40, NCBP1 (англ. nuclear cap-binding protein subunit 1), BRCA1 (англ. breast cancer type 1 susceptibility protein) и LEF1 (англ. lymphoid enhancer-binding factor 1). cNLS необычен в том отношении, что он распознаётся адаптерными белками семейства импортинов-α (кариоферины-α), которые в свою очередь формируют комплекс с импортином-β1 (кариоферин-β1), собственно транспортным фактором семейства кариоферинов-β.

### PY-NLS
PY-NLS — это сигнал ядерной локализации, который распознаётся транспортином-1 и иногда близкими к нему по структуре транспортинами-2А и 2В. PY-NLS состоят из С-концевого мотива R/K/H-X2—5-P-Y и N-концевого мотива, который может быть обогащён гидрофобными (Φ-G/A/S-Φ-Φ, где Φ — гидрофобный остаток) либо положительно заряженными аминокислотными остатками. Расстояние между N-концевым мотивом и С-концевыми остатками PY составляет 8—13 аминокислотных остатков. Пара остатков PY играет большую роль в связывании транспортина-1 и необходима для функционирования сигнала ядерной локализации, поэтому он и получил название PY-NLS. PY-NLS должны находиться в неструктурированном или в целом положительно заряженном участке белка. Сигнал такого типа есть в белках hnRNP A1, hnRNP D, hnRNP F, hnRNP M и других.